# Garret FitzGerald
Garret FitzGerald (irlandès Géaroid Mac Gearailt, nascut a Dublín el 1926 - id. 2011) fou un polític irlandès.
Fill de Desmond Fitzgerald, antic militant del Sinn Féin, veterà de la Guerra Civil Irlandesa i un dels fundadors del Cumann na nGaedhael, amb el qual fou ministre en l'Estat Lliure d'Irlanda. Fou diputat del Fine Gael el 1969, fou Ministre d'afers exteriors el 1973-1977. El nomenaren del Fine Gael i fou escollit taoiseach-primer ministre el 1981-1982 i el 1982-1987. El 1992 es va retirar de la política.